# Осьминожка
«Осьминожка» (англ. Octopussy) — кинофильм совместного производства Великобритании и США. Тринадцатый фильм о Джеймсе Бонде по мотивам рассказов Яна Флеминга «Осьминожка» и «Собственность леди».

## Сюжет
В прологе фильма Джеймс Бонд оказывается в неназванной латиноамериканской стране. Его заданием является диверсия на военном аэродроме. Он переодевается в форму офицера и пытается проникнуть на базу, но его раскрывают. Во время перевозки на грузовике Бонду удаётся бежать при помощи девушки-подручной. Он садится в спрятанный в прицепе BD-5J и взлетает, используя шоссе как взлётно-посадочную полосу. Кубинцы засекают его и выстреливают по нему ракетой из ЗРК, однако Бонду удаётся увернуться от неё, и ракета попадает в ангар, уничтожив истребители. Задание выполнено.
Тем временем в Восточном Берлине спасающийся от погони агент 009 ценой собственной жизни доставляет в резиденцию британского посла в ГДР яйцо Фаберже. Яйцо оказывается подделкой. Начальник Бонда — M — подозревает, что КГБ продаёт драгоценности на аукционах, чтобы профинансировать свои операции против стран Запада. Бонд отправляется на аукцион Сотбис, где выставляется на торги настоящее яйцо, чтобы найти продавца. Человек, который во что бы то ни стало желает приобрести его, — афганский принц в изгнании — Камаль Хан. Во время осмотра Бонд незаметно подменяет настоящее яйцо фальшивкой.
После этого Бонд отправляется в Индию, чтобы выяснить намерения Камаля. Камаль раскрывает его и понимает, что Бонд представляет собой серьёзную опасность. Вечером люди Камаля хватают Бонда и держат взаперти в его особняке. Ночью в особняк Камаля прилетает на вертолёте советский генерал Орлов. Бонд сумел частично подслушать их разговор, но так и не узнал их главных намерений.
После побега Бонд выходит на таинственную женщину по прозвищу Осьминожка, символ которой (в виде осьминога) он видел во дворце Камаля. Бонд решает нанести ей визит и узнает, что даже Камаль боится её и не смеет ей противоречить. Осьминожка предлагает Бонду пожить на её личном острове, а Камаль нанимает наёмных убийц, чтобы те убили Бонда. Осьминожка признается, что занимается с Камалем контрабандой драгоценностей, но и сама ведет свой бизнес, держа цирк, который колесит по всему миру.
Через несколько дней Бонд отправляется в ГДР, город Карл-Маркс-Штадт, где выступает с гастролями цирк Осьминожки. 007 забирается в служебный вагон поезда и узнаёт план Камаля и Орлова — взорвать атомную бомбу на арене цирка, на базе ВВС США. Последствия взрыва будут неотличимы от последствий взрыва американской бомбы. В связи с напряжённой политической ситуацией Европа будет настаивать на одностороннем ядерном разоружении. В этом случае Советский Союз сможет без труда её захватить. Бонд нейтрализует одного из трюкачей-близнецов и советских солдат, после чего угоняет машину и пытается скрыться. Бомба находится в поезде, пришедшем в движение, и 007 преследует его через границу. Генерал Орлов бежит за ним, но его расстреливают пограничники. С огромным трудом Бонд пробирается внутрь. Затем он долго скрывается от людей Камаля, в результате вступает в поединок с его помощником и вторым братом-близнецом. Циркача он убивает, но с поезда падает. Начинается представление, 007 пытается добраться до базы ВВС. Переодевшись в клоуна, он проникает на арену. С помощью Осьминожки ему кое-как удаётся в последний момент вывести бомбу из строя. Осьминожка понимает, что Камаль и Орлов её предали, и вместе со своими товарищами пробирается к нему в логово. Камаль похищает Осьминожку и садится в самолёт. Бонд прыгает со скаковой лошади и цепляется прямо за крыло самолёта, Камаль пытается его скинуть, но безуспешно. Его помощник вылезает наружу и пытается убить 007, но гибнет сам. Бонд выводит самолёт из строя и прыгает с Осьминожкой, а Камаль разбивается вместе с самолётом. Настоящие драгоценности возвращены, Бонд и Осьминожка вместе.

## В ролях
| Актёр            | Роль                                                            |
| ---------------- | --------------------------------------------------------------- |
| Роджер Мур       | Джеймс Бонд                                                     |
| Мод Адамс        | Осьминожка                                                      |
| Луи Журдан       | Камаль Хан                                                      |
| Кабир Беди       | Гобинда телохранитель Камаля                                    |
| Кристина Уэйборн | Магда                                                           |
| Стивен Беркофф   | генерал Орлов                                                   |
| Уолтер Готелл    | генерал Гоголь                                                  |
| Виджей Амритрадж | Виджай                                                          |
| Дэвид Мейер      | Мишка первый трюкач-близнец                                     |
| Энтони Мейер     | Гришка второй трюкач-близнец                                    |
| Джеффри Кин      | Фредерик Грей министр обороны Великобритании                    |
| Ева Рюбер-Штайер | Рублевич ассистентка Гоголя                                     |
| Лоис Максвелл    | мисс Манипенни                                                  |
| Роберт Браун     | M                                                               |
| Десмонд Ллевелин | Q                                                               |
| Дуглас Уилмер    | Джим Фаннинг                                                    |
| Джереми Буллок   | Смитерс, помощник Q                                             |
| Пол Хардвик      | Советский лидер Леонид Брежнев                                  |
| Альберт Мозес    | Садруддин                                                       |
| Питер Портиес    | Ленкин подчинённый Орлова                                       |
| Энди Брэдфорд    | агент 009                                                       |
| Гэри Расселл     | подросток в машине                                              |
| Кен Норрис       | полковник Луис Торо                                             |
| Сондерс Смитерс  | майор Клайв                                                     |
| Дермот Краули    | лейтенант Кэмп                                                  |
| Юджин Липински   | руководитель Народной полиции                                   |
| Сьюзи Сильви     | силуэт девушки-роллера в начальных титрах (в титрах не указана) |
| Тина Хадсон      | Корина, девушка Бонда, водитель «Рэндж Ровера» в прологе фильма |

## Сценарий
Название «Осьминожка» было взято из сборника рассказов Яна Флеминга «Осьминожка и Искры из глаз», а реакция Камаль Хана во время игры в нарды была взята из романа «Лунный гонщик». Небольшая часть сюжета была взята из рассказа «Осьминожка», но она связывает Бонда с семейной предысторией персонажей. А сцена на аукционе «Сотбис» была взята из рассказа «Собственность леди».
Джордж Макдоналд Фрейзер был приглашен для работы над черновиком сценария. Он предложил переместить сюжет в Индию, место, где ещё не снимались фильмы серии. Первый черновик был представлен вскоре после выхода фильма «Только для твоих глаз», авторы которого Майкл Уилсон и Ричард Мейбаум продолжили доработку сценария. Они отвергли идею начала фильма как погони на мотоциклах на Isle of Man TT (гонки ТТ). Но оставили сцены, которые продюсер фильма Альберт Брокколи сначала критиковал, где Бонд одет как горилла и затем как клоун.

## Подбор актёров
После фильма «Только для твоих глаз» Роджер Мур выразил желание больше не сниматься в роли Джеймса Бонда. Его первоначальный контракт был на три фильма и он был завершен съемками в фильме «Шпион, который меня любил». Последующие фильмы обсуждались отдельно. Учитывая отсутствие интереса у Мура сниматься в «Осьминожке», продюсеры начали поиски нового Бонда. Пробы успешно прошли Тимоти Далтон, Майкл Биллингтон и американский актёр Джеймс Бролин. Тем не менее, когда было объявлено о производстве конкурирующего фильма про Бонда «Никогда не говори „никогда“», продюсеры попросили Мура продолжить сниматься в серии, потому что, по их мысли, он мог бы выглядеть в этой роли лучше, чем бывший Бонд Шон Коннери. Хотя уже было объявлено, что Джеймс Бролин принят на работу и уже находится в Лондоне на съемках «Осьминожки».

## Гонорары
- Роджер Мур — 4 000 000 $ (+5 % от прибыли). Итого общий гонорар составляет 5 200 000 $[4].

## Музыка
Подробнее см. в статье «Octopussy (soundtrack)» в английском разделе.
Главная тема — песня «All Time High» в исполнении Риты Кулидж.